# 破坏电力设备罪
破坏电力设备罪是中华人民共和国的一项可足以判处死刑的罪名。

## 刑法规定
根据《中华人民共和国刑法》第118、119条，破坏交通工具、交通设施、电力设备、燃气设备、易燃易爆设备，尚未造成严重后果的，处三年以上十年以下有期徒刑；造成严重后果的，处十年以上有期徒刑、无期徒刑或者死刑。

## 司法解释
根据中华人民共和国最高人民法院《关于审理破坏电力设备刑事案件具体应用法律若干问题的解释》，破坏电力设备罪行若构成以下任意一条，可构成“造成严重后果”：
- 造成1人死亡、3人以上重伤或者10人以上轻伤的；
- 造成1万户以上用户电力供应中断6小时以上，致使生产、生活受到严重影响的；
- 造成直接经济损失100万元以上的；
- 造成其他危害公共安全严重后果的。[1]